# آرگوناتیکا
آرگوناتیکا (یونانی: Ἀργοναυτικά؛ به انگلیسی: Argonautica) یک شعر حماسی یونانی است که توسط آپولونیوس رودسی در قرن ۳ پیش از میلاد سروده شده است. آرگوناتیکا تنها حماسه هلنیستی کاملاً باقی‌مانده اسطوره سفر جیسون و آرگونات‌ها را برای بازیابی پشم زرین از کولخیس دورافتاده روایت می‌کند. ماجراهای قهرمانانه آن‌ها و رابطه جیسون با شاهزاده خانم/جادوگر کولخیسی مده‌آ، از قبل برای مخاطبان هلنیستی کاملاً شناخته شده بود، که آپولونیوس را قادر ساخت تا فراتر از یک روایت ساده برود و به آن تأکیدی علمی متناسب با آن زمان ببخشد. این عصر، عصر کتابخانه بزرگ اسکندریه بود و حماسه او شامل تحقیقاتش در جغرافیا، قوم‌نگاری، ادیان تطبیقی و ادبیات هومری است. سهم اصلی او در سنت حماسی در بسط عشق بین قهرمان زن و مرد نهفته است. به‌نظر می‌رسد او اولین شاعر روایی بوده که «آسیب‌شناسی عشق» را مطالعه کرده است. آرگوناتیکای او تأثیر عمیقی بر شعر لاتین گذاشت: توسط وارو آتاکینوس ترجمه و توسط والریوس فلاکوس تقلید شد، بر کاتولوس و اووید تأثیر گذاشت و الگویی برای حماسه رومی ویرژیل انئید فراهم کرد.